# San Martín Zapotitlán
San Martín Zapotitlán (aussi appelée San Martín) est la quatrième ville du département de Retalhuleu dans le pays Guatemala. Son extension territoriale fait 24 km², pour cela, c'est la ville la plus petite de Retalhuleu. C'est une ville très touristique merci aux trois parcs d'attractions (Xocomil, Xetulul et Xeyujup) qu'ont été inaugurés là.